# Affogare in un bicchier d'acqua
Affogare in un bicchier d'acqua, Annegare in un bicchier d'acqua o Perdersi in un bicchier d'acqua è un modo di dire colloquiale della lingua italiana.
Si utilizza per sottolineare situazioni in cui ci si arrende alla minima difficoltà, il non sapersela cavare nelle situazioni più banali come arrivare ad affogare nel quantitativo d'acqua contenuto in un bicchiere.